# Gàlban

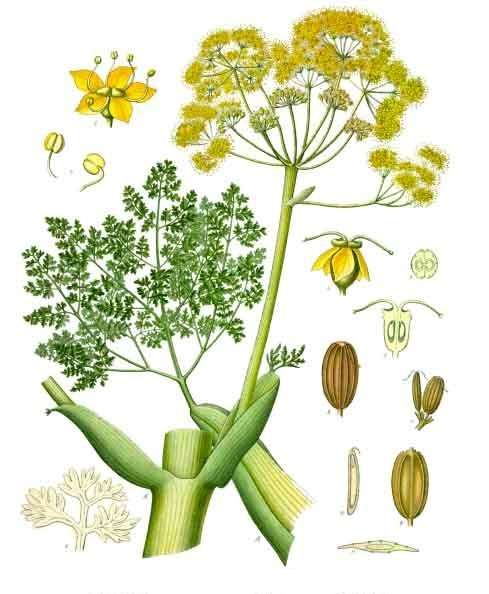
Ferula galbanífera

El gàlban (del llatí galbănu y aquest de l'hebreu חלבנה 'helbenà) és una goma resina, semblant a l'asafètida, que s'extreu per incisió de l'arrel d'una umbel·lífera asiàtica Ferula gummosa o Ferula galbaniflua (originària, aquesta, de Pèrsia). Aquestes plantes habiten a l'Aràbia, Síria, l'Iran, l'Afganistan i en alguns punts de l'Índia. Té una tija força dreta a l'extrem de la qual surten unes panotxes que n'enclouen la llavor, de forma i mida semblant a les llenties. Les fulles són amples i dentades.
Aquesta droga s'usa en Medicina i entra a la composició de molts emplastres. Té propietats expectorants i balsàmiques. El gàlban és mencionat a la Torà fa 3300 anys, com ingredient de l'encens sant, i ja era conegut a l'Egipte cap a l'any 2000 aC on se'n fa referència en una recepta de pastilles per a perfumar l'alè. Diversos autors grecs l'esmenten com un analgèsic eficaç. L'oli essencial té propietats tonificants i donen energia al mateix temps que representa un antiinflamatori actiu. També està indicat en l'àmbit esportiu. En perfumeria s'utilitza particularment en les tonalitats verdes, de tipus Xipre i herbàcies.